# Budynek zgromadzenia sióstr katarzynek przy ul. Reginy Protmann 4 w Braniewie
Budynek zgromadzenia sióstr katarzynek przy ul. Reginy Protmann 4 – zabytkowy budynek w Braniewie z 1889 roku. 7 sierpnia 1996 roku został wpisany do wojewódzkiego rejestru zabytków pod pozycją 514/96.

## Powstanie sierocińca katarzynek w Braniewie

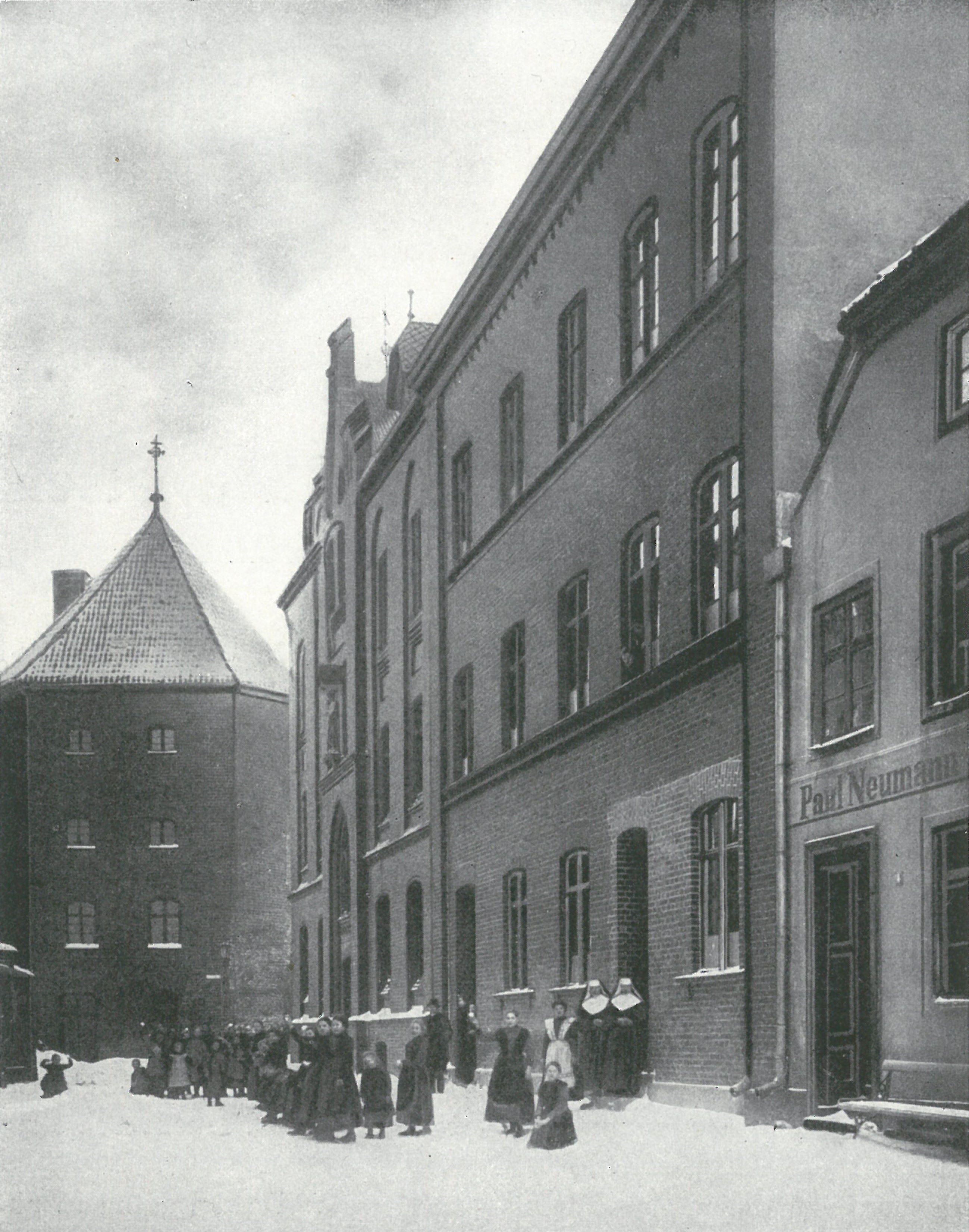
Przed budynkiem, rok 1912

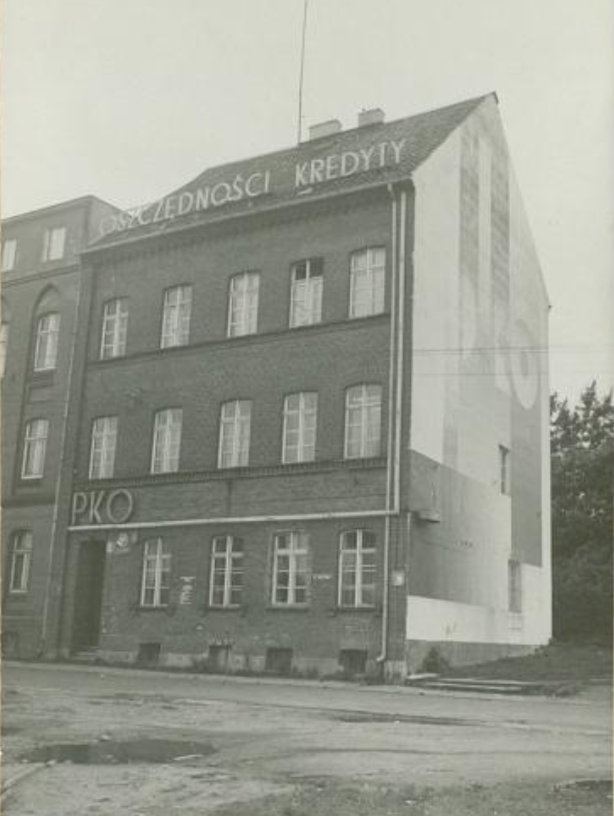
Rok 1981, bank PKO

Druga połowa XIX wieku przyniosła na Warmii prawdziwy rozkwit pracy edukacyjno-wychowawczej sióstr Zgromadzenie św. Katarzyny. Katarzynki zaczęły podejmować pracę w szkołach wielu warmińskich miast.
Dodatkowo w drugiej połowie XIX wieku rozpoczęto w diecezji warmińskiej organizowanie zakładów dla sierot (jedną z przyczyn takiej potrzeby była epidemia cholery i duża liczba sierot). W 1866 roku, otrzymawszy zezwolenie od biskupa warmińskiego Josepha Geritza, siostry katarzynki utworzyły w Braniewie pierwszy sierociniec dla dzieci obojga płci. Miał on 30 wychowanków. Chłopcy uczęszczali do szkoły parafialnej, a dziewczęta do szkoły klasztornej. 
1 października 1877, w czasie narastającego kulturkampfu sierociniec został przez władze pruskie czasowo zamknięty. Dzięki wybiegowi katarzynek, po dwóch latach, od 21 listopada 1879 roku, siostrom udało się wznowić działalność. Fortel polegał na tym, że wychowanie dzieci powierzono postulantkom własnego Zgromadzenia, jako rzekomo osobom świeckim, gdyż przed ślubami wieczystymi.
Ponieważ istniejące budynki klasztorne stawały się niewystarczający dla nowych wyzwań wychowaczo-opiekuńczych, dlatego też po drugiej stronie ulicy Klasztornej powstały kolejne dwa obiekty zakonu – współczesnego sierocińca w 1889 roku (Klosterstraße 6, dziś ul. Protmann 4), do którego dobudowano w latach 1895–1896 budynek postulatu i nowicjatu (Klosterstraße 8, dziś ul. Protmann 6). Od 1911 do sierocińca przyjmowano tylko dziewczynki, zwłaszcza objęte obowiązkiem szkolnym, w tym dzieci specjalnej troski. Chłopców przeniesiono do Lidzbarka Warmińskiego.
Sierociniec dysponował 75 miejscami, dodatkowych, 20 miejsc było przeznaczonych dla dzieci upośledzonych. Dziewczęta te przygotowywano do samodzielnego życia, ucząc je różnych prac domowych. W latach 1915–1916 archiprezbiter braniewski ks. Max Rechelt założył dla dziewcząt upośledzonych osobną Fundację św. Elżbiety (St. Elisabeth-Stift), położoną przy Ritterstraße 71 (współcześnie ul. 9 Maja).
Po dojściu w 1933 NSDAP do władzy zaczęto ograniczać działalność sióstr w sierocińcach i je likwidować. Na przełomie 1936/1937 zlikwidowano sierociniec w Królewcu. Sierociniec w Braniewie został zlikwidowany 1 czerwca 1937 roku. Dzieci z braniewskiego sierocińca zostały wywiezione 7 czerwca 1937 roku. Część pomieszczeń sierocińca wykorzystywano na biura kościelne, a po wybuchu II wojny światowej w części zamieszkali księża profesorowie Warmińskiego Seminarium Duchownego, gdy gmach nowego seminarium duchownego przy Ludendorffstraße 18 został przeznaczony na szpital polowy.
Po zakończeniu wojny powróciły dwie siostry katarzynki i jedna świecka krawcowa do przedwojennego domu sierot i zajmowały się opieką nad chorymi oraz usługami krawieckimi. W 1962 budynek został ponownie odebrany siostrom katarzynkom, tym razem przez władze komunistyczne, które przeznaczyły go na obiekt oddziału banku w Braniewie.

## Architektura
Budynek wniesiony na planie kwadratu, murowany z cegły licowej, skierowany kalenicowo w stronę ul. Protmann. Elewacje szczytowe przylegają do sąsiednich budynków. Budynek podpiwniczony, trzykondygnacyjny. Strop nad piwnicą na belkach stalowych, nad wyższymi kondygnacjami stropy drewniane. Więźba dachowa drewniana o konstrukcji płatwiowo-krokwiowej. Elewacja frontowa budynku jest pięcioosiowa, elewację zamyka profilowany gzyms wsparty na ozdobnych wspornikach. Dach budynku dwuspadowy, pokryty dachówką holenderką.

## Katolicki Ośrodek Wsparcia dla Dzieci i Młodzieży

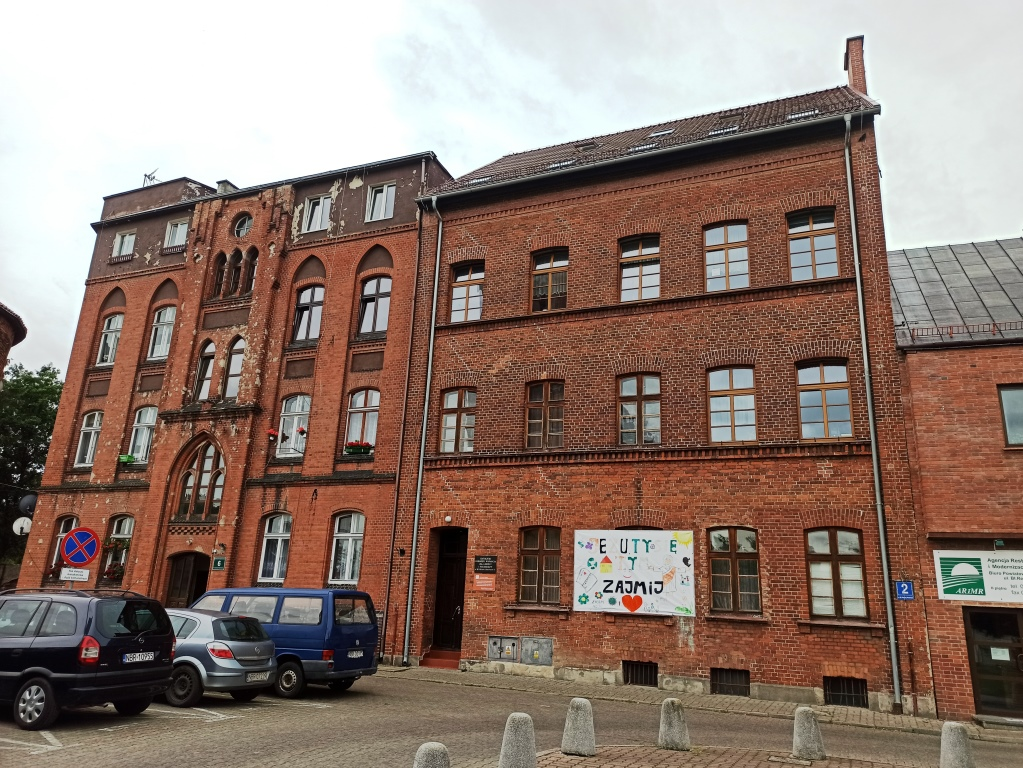
Katolicki Ośrodek dla Dzieci i Młodzieży, rok 2020

W 1992 Bank PKO zwrócił zakonowi sióstr katarzynek zajmowany przez 30 lat ich budynek, przeprowadzając się do nowej lokalizacji przy ul. Gdańskiej 10. Ponadto 9 sierpnia 1996 roku Zarząd Miasta Braniewa podjął decyzję o odebraniu Hufcowi ZHP Braniewo jej dotychczasowej siedziby – położonej obok Baszty Harcerskiej i zwróceniu jej również klasztorowi, gdyż ową basztę w 1888 roku nabył klasztor sióstr katarzynek. Po remoncie i pracach adaptacyjnych w kompleksie tych budynków utworzono placówkę opiekuńczą, czyli przywrócony im charakter sprzed wojny.
Współcześnie ośrodek funkcjonuje pod nazwą Katolicki Ośrodek Wsparcia dla Dzieci i Młodzieży. Placówka funkcjonuje od 1 września 1998 i jest prowadzona przez Zgromadzenie Sióstr św. Katarzyny w Braniewie. Zajmuje się zapewnieniem dzieciom i młodzieży, pozbawionym częściowo lub całkowicie opieki rodzicielskiej, całodobowej opieki i wychowania. W skład ośrodka wchodzą: świetlica terapeutyczna dla dzieci objętych pobytem dziennym, placówka socjalizacyjna oraz Punkt Interwencji Kryzysowej. Ośrodek może przyjąć 26 dzieci. Część wychowanków mieszka w zakładzie na stałe, część pozostaje pod opieką w dzień i powraca do rodzinnych domów na noc. Wychowankowie zamieszkują w dwóch odrębnych, rodzinnie urządzonych budynkach, gdyż w latach 90. XX w. katarzynki odzyskały od miasta zakupioną przez nie w 1888 roku Wieżę Młyna Kieratowego (tzw. basztę), którą następnie zaadaptowano na pomieszczenia mieszkalne. Ośrodek jest finansowany przez starostwo (w 70 procentach) i z datków i darowizn (w 30 procentach).